# Julien Paillet
 (juillet 2021).
Si vous disposez d'ouvrages ou d'articles de référence ou si vous connaissez des sites web de qualité traitant du thème abordé ici, merci de compléter l'article en donnant les références utiles à sa vérifiabilité et en les liant à la section « Notes et références ».
Pour les articles homonymes, voir Paillet (homonymie).
Julien Paillet, né à Plombières-lès-Dijon le 8 février 1771 et mort à Paris 17 avril 1851, était un poète français. 5e d'une fratrie de 15 enfants dont le père Gabriel Paillet était marchand horloger à Plombières-les-Dijon
Ancien professeur aux écoles centrales, il présida l'Athénée des arts de Paris, et fit partie de plusieurs sociétés départementales. On a de lui un assez grand nombre de pièces de vers, entre autres L’Heureux réfugié ou Caroline et Belton (1802), La paix (1804), Le Panthéon dijonnais (1805), Le lendemain d'une bataille (1814), La mort de Henri (1824), Épitres et poésies diverses (1828), Oromaze ou le triomphe de la lumière (1832), Valentin (1845). Deux choix de ses poésies ont été publiés en 1837 et en 1843.
La Révolution française éclate en 1789 alors que Julien Paillet, âgé de 18 ans, est étudiant à Dijon. Selon ses dires, dont on verra plus loin les circonstances, il fut «ému, enchanté et enthousiasmé». Quand est votée la loi des suspects, le 17 septembre 1793, il se sent obligé par patriotisme, de dénoncer un certain nombre de personnes qu'il juge contre-révolutionnaires. En juin 1794, il devient juré au Tribunal Révolutionnaire de Paris. Il affirmera plus tard pour sa défense, en avoir très vite compris les excès, mais sans oser démissionner, ce qui l'aurait lui-même conduit à l'échafaud.
Après la chute de Robespierre le 18 juillet 1794 (10 thermidor), ses engagements lui vaudront d'être poursuivi pour dénonciations calomnieuses. Il sera condamné le 4 mai 1794 à six ans de fers par le Tribunal Criminel de Saône et Loire. Ce jugement sera cassé par le Tribunal de Cassation (qui deviendra la Cour de Cassation en 1804), puis le décret d'amnistie des délits révolutionnaires du 26 octobre 1795 mettra fin à cet épisode de la vie de Julien Paillet. Si l'on en croit les déclarations qu'il a faites pour sa défense, il semble avoir sincèrement regretté ses engagements.
Ces péchés de jeunesse expliquent peut-être pourquoi un poète de la qualité qu'il va révéler, admirateur de Boileau, soit resté, après sa mort, un parfait inconnu dans sa commune de naissance, dans les dictionnaires,  et au moins dans les bibliothèques de Toulouse et de Caen, jusqu'au cours de la première décennie du vingt et unième siècle.. Son admiration pour Boileau sera cependant un peu atténuée dans son Épitre IV , À un disciple de Boileau sur la satyre personnelle où il condamne l'abus de cette satire par son modèle.   

## Source
- Notice biographique (GoogleLivres)
- Tout ce qui concerne la période révolutionnaire de la vie de Julien Paillet, est tiré du livre La Justice en Révolution dans le département de Saône et Loire, 1789-1815 de Gérard Delannoy, Éditions de l'Armançon 2014, p.107.